# Charles William Andrews
Ne doit pas être confondu avec Roy Chapman Andrews.
Pour les articles homonymes, voir Andrews.
Charles William Andrews est un paléontologue britannique, né le 30 octobre 1866 à Hampstead et mort le 25 mai 1924.

## Biographie
Diplômé à l’université de Londres, Andrews devient assistant au British Museum, en 1892, après avoir réussi l’examen d’entrée. Son premier travail concerne les oiseaux fossiles : il décrit l’oiseau éléphant de Madagascar (1894). Il étudie les Rallidae incapables de voler qui vivaient sur l’Île Maurice, les Îles Chatham et en Nouvelle-Zélande : il déduit que la perte du vol a été acquise de façon indépendante sur chacune des îles.
C’est à la suite du legs de fossiles de reptiles marins du Jurassique par Alfred Nicholson Leeds (1847-1917) qu’il commence à s’intéresser aux plésiosaures et d’autres reptiles marins. Andrews fait paraître le catalogue de la collection de Leeds du British Museum (deux volumes, 1910-1913). Son intérêt pour ces fossiles durera jusqu’à sa mort : sa dernière publication, publiée de façon posthume, est dédiée à l’étude des traces de peaux ou d’autres structures molles dans les fossiles d’Ichthyosaures du Leicestershire.
En 1897, il est choisi pour passer plusieurs mois dans l’île Chatham dans l’océan Indien afin d’étudier l’impact des activités minières de phosphate sur l’environnement naturel. Les résultats de ses observations sont édités par le British Museum en 1900.
Après 1900, sa santé décline et il passe les mois d’hiver en Égypte. Il rejoint Hugh John Llewellyn Beadnell (1874-1944) du département géologique égyptien et il étudie les fossiles de poissons d’eau douce du Fayoum. Andrews découvre alors une faune de mammifères qui n’avaient jamais été étudiés : il décrit le Moeritherium et le Palaeomastodon.
Il est fait membre de la Royal Society en 1906 et de la Zoological Society of London. Il reçoit la médaille Lyell attribuée par la Geological Society of London en 1916.
Charles William Andrews est également considéré comme auteur en botanique selon The IPNI.

### Ouvrages
- (en) Charles William Andrews, A descriptive Catalogue of the Tertiary Vertebrata of the Fayûm, Egypt, Londres, coll. « British Museum », 1906, 476 p. (OCLC 1043019561).
- (en) Charles William Andrews, A Monograph of Christmas Island (Indian Ocean), vol. 13, coll. « Bulletin of the British Museum. Natural History. Geology Series », 1900, 1-337 p. (OCLC 697580749). .